# Anthene magna
Anthene magna är en fjärilsart som beskrevs av Gustaaf Hulstaert 1924. Anthene magna ingår i släktet Anthene och familjen juvelvingar. Inga underarter finns listade i Catalogue of Life.